# NGC 3828
NGC 3828 est une lointaine galaxie spirale (elliptique ?) située dans la constellation du Lion. NGC 3828 a été découverte par l'astronome français Guillaume Bigourdan en 1886.

## Caractéristiques
Selon la base de données Simbad, NGC 3828 est une galaxie LINER, c'est-à-dire une galaxie dont le noyau présente un spectre d'émission caractérisé par de larges raies d'atomes faiblement ionisés.

### Distance
Sa vitesse par rapport au fond diffus cosmologique est de 10 654 ± 24 km/s, ce qui correspond à une distance de Hubble de 157 ± 11 Mpc (∼512 millions d'al).
À ce jour, une mesure non basée sur le décalage vers le rouge (redshift) donne une distance d'environ 104,000 Mpc (∼339 millions d'al). Cette valeur est nettement à l'extérieur des valeurs de la distance de Hubble. Notons que c'est avec la valeur moyenne des mesures indépendantes, lorsqu'elles existent, que la base de données NASA/IPAC calcule le diamètre d'une galaxie et qu'en conséquence le diamètre de NGC 3828 pourrait être d'environ 41,2 kpc (∼134 000 al) si on utilisait la distance de Hubble pour le calculer.

### Classification
La classification de cette galaxie est incertaine, spirale selon le professeur Seligman et Wolfgang Steinicke et elliptique selon la base de données HyperLeda. La base de données NASA/IPAC ne contient aucune information sur la classification de cette galaxie.